# Straßenbahn Adelaide
Die Straßenbahn Adelaide ist das Straßenbahnsystem der australischen Stadt Adelaide. 1878 begann der Betrieb als Pferdebahn. Ab 1909 erfolgte die Elektrifizierung des Netzes. Nach der Stilllegung großer Teile des Netzes war 1958 zunächst nur noch eine Überland-Strecke in den Küstenvorort Glenelg übrig geblieben. In den 2000ern begann jedoch wieder ein Ausbau des Systems in der Innenstadt. Die Straßenbahn ist Teil des öffentlichen Verkehrssystems Adelaide Metro. Im Innenstadtbereich nördlich der Haltestelle South Terrace ist die Nutzung kostenlos.
In der Innenstadt sind die Strecken mit straßenbündigem Bahnkörper ausgeführt, der durch Markierungen vom restlichen Straßenverkehr abgegrenzt ist. Wegen langer Wartezeiten an Lichtsignalanlagen ist die Durchschnittsgeschwindigkeit dort dennoch gering. Der Ast nach Glenelg ist überwiegend mit unabhängigem Bahnkörper auf einer ehemaligen Eisenbahnstrecke trassiert. Am Streckenende gibt es einen weiteren straßenbündigen Abschnitt.

## Geschichte

### Vorgeschichte der Strecke nach Glenelg
Die Bahnstrecke von Adelaide nach Glenelg wurde 1873 von einem privaten Unternehmen gebaut, der Adelaide, Glenelg & Suburban Railway Company Ltd. Die ursprüngliche Linie hatte einen ganz anderen Charakter als die heutige Bahn:
- Sie wurde mit einer Spurweite von 1600 mm (Breitspur) gebaut, die heutige Straßenbahn ist normalspurig (1435 mm).
- Sie wurde mit Dampflokomotiven betrieben,[2] nicht mit elektrischen Straßenbahnen.
- Die meisten Orte zwischen Glenelg und Adelaide waren dünn besiedelt und unbebaut. Die Strecke verlief durch Weiden und Gemüsegärten.
- Die Strecke war weitgehend eingleisig.
- Sie kreuzte die Eisenbahnlinie Main South Line in Goodwood in einer höhengleichen Gleiskreuzung, nicht mit einer Überführung.
- Es gab weniger Haltestellen und diese waren eher wie konventionelle Bahnhöfe.
- Die Bedienungshäufigkeit der Strecke war sehr viel niedriger als heute, so dass eine Kenntnis des Fahrplans für die Reiseplanung unabdingbar war.

Im Dezember 1899 wurde das private Unternehmen von den staatlich kontrollierten South Australian Railways (SAR) übernommen, die für etwa 30 Jahre den Dampfbetrieb auf der Strecke fortsetzten. Im Jahr 1914 wurde der Endbahnhof vom Victoria Square (im Zentrum Adelaides) zur South Terrace am südlichen Rand der Innenstadt zurückgenommen. Die Fahrgäste mussten auf elektrische Straßenbahnen umsteigen, um ihr Ziel in der Stadt zu erreichen.

### Municipal Tramways Trust

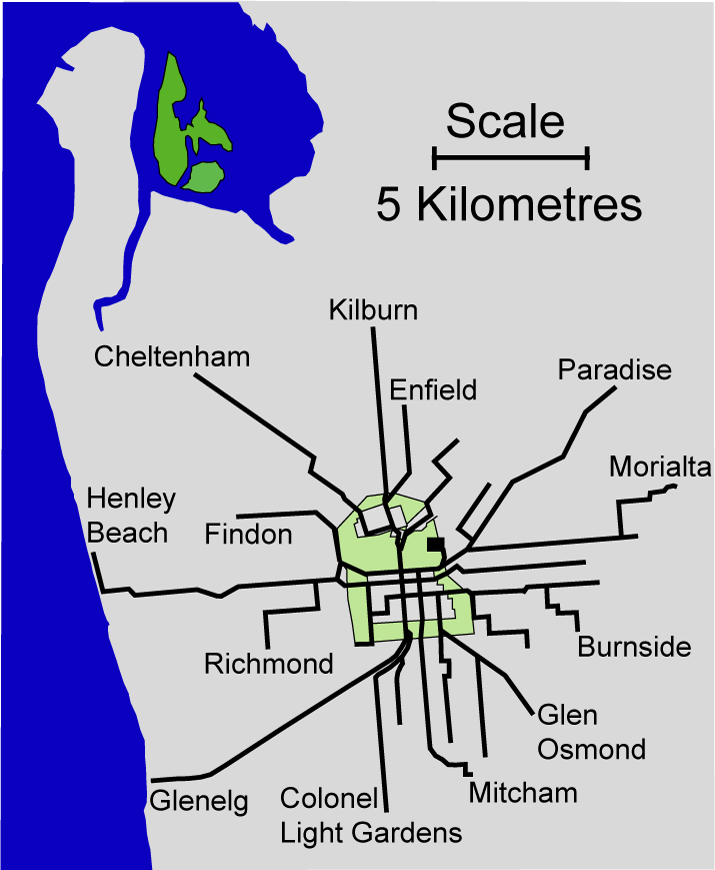
Das Straßenbahnnetz Ende der 1950er Jahre.

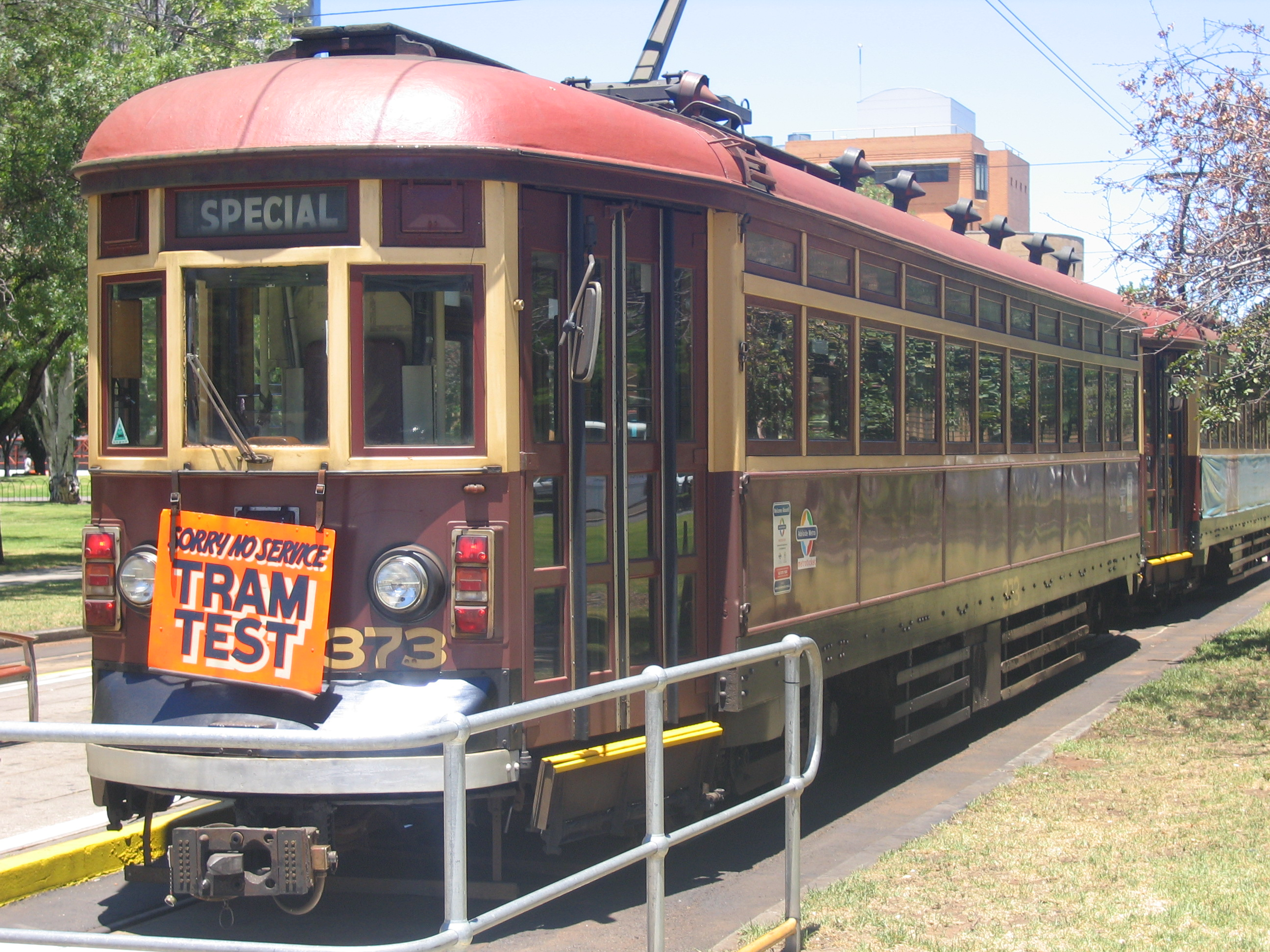
Wagen H-class

Im Jahr 1929 gingen Eigentum und Betriebsführung von den South Australian Railways auf den Municipal Tramways Trust über. Der Dampfbetrieb auf der Strecke endete am 2. April 1929 und sie wurde geschlossen, um auf Normalspur umgebaut, mit 600 Volt Gleichspannung elektrifiziert und für den Straßenbahnbetrieb umgerüstet zu werden. Die Goodwood-Überführung wurde zu dieser Zeit gebaut, um die neuen Straßenbahngleise von der Eisenbahn zu trennen.
30 H-class Triebwagen für die Strecke wurden nach dem Vorbild damaliger nordamerikanischer Überlandbahnen von A. Pengelley, einem örtlichen Hersteller, gebaut. Die Strecke wurde am 14. Dezember 1929 wieder eröffnet, wobei die Endstelle wieder zum Victoria Square zurückkehrte.
Es gab ein paar Besonderheiten in den frühen Betriebsjahren, am berühmtesten waren die Pferdebahnen in den 1930er Jahren. Diese speziell konstruierten Wagen dienten dazu, Pferde von den Ställen entlang der Strecke zum Rennplatz in Morphettville zu transportieren. Dies war ein Relikt aus der Zeit der Dampfeisenbahn, die ebenfalls diese Funktion hatte. Andere außergewöhnliche Merkmale waren die Dreifachtraktion von H-class Bahnen in der Hauptverkehrszeit und Express-Straßenbahnen, die ohne Halt über den größten Teil der Strecke verkehrten. Eine Express-Fahrt existierte bis zum Jahr 2006.

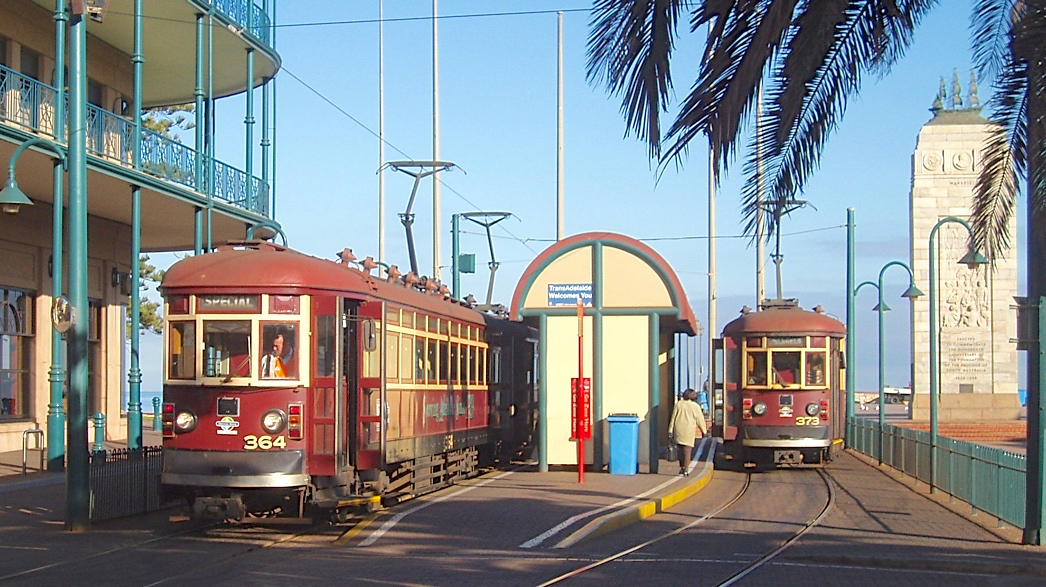
H-class Bahn an der Endstelle Moseley Square in Glenelg, etwa 2005. Die Haltestelle wurde 2006 erneuert.

Die Glenelg Tram war die einzige Strecke, die die Stilllegung des Adelaider Straßenbahnnetzes Ende der 1950er Jahre überlebte; dies vor allem wegen ihres eigenen Gleiskörpers, der eine hohe Reisegeschwindigkeit ermöglichte und den Autoverkehr nicht beeinträchtigte.
Die Wagen des Typs H wurden nach und nach in den 1970er Jahren erneuert, ein zweites Mal in den späten 1980er Jahren und in jüngster Zeit (fünf Bahnen) im Jahr 2000. Bei dieser Renovierung wurde Einscheiben-Sicherheitsglas in den Fenstern eingesetzt, Holzverkleidungen wurden durch Glasfaserstoff ersetzt, die Drehgestelle wurden erneuert, Leuchtstoffröhren wurden zur Beleuchtung des Innenraums und Reflektor-Scheinwerfer sowie Brems-/Warnleuchten wurden außen angebracht.
Im Jahr 1986 wurde die Stromversorgung von Stangenstromabnehmern auf Einholm-Stromabnehmer umgestellt. Dieser Wechsel geschah gleichzeitig mit der Verlegung des Betriebshofs von der Angas Street im Zentrum von Adelaide zur neuen Anlage in Glengowrie, in der Nähe von Glenelg.
Trotz der verschiedenen Umbauten und Renovierungen blieb der gesamte Charakter der H-Wagen sehr nah am Ursprungszustand. Die Innenräume sind noch aus lackiertem Holz und Glas mit eingeätztem MTT-Logo sowie ohne Heizung und Klimaanlage. Alle Fahrten werden mit einem Team aus Fahrer und Schaffner durchgeführt, bei Doppeltraktionen sogar mit zwei Schaffnern.

## Neuere Entwicklungen

### 2005: Erneuerung von Gleis und Fahrzeugpark
| Mai 2003                        | Die Regierung von Süd-Australien kündigt die geplante Erneuerung der Infrastruktur der Straßenbahn und den Kauf neuer Triebwagen an. |
| 21. September 2004              | Die Regierung gibt bekannt, dass mit Bombardier ein Vertrag zur Lieferung von neun neuen Flexity Classic-Bahnen abgeschlossen wurde. |
| 6. April 2005                   | Zwei weitere Bahnen wurden bestellt (damit insgesamt elf), um den Betrieb auf der Linienerweiterung in der Innenstadt zu gewährleisten. |

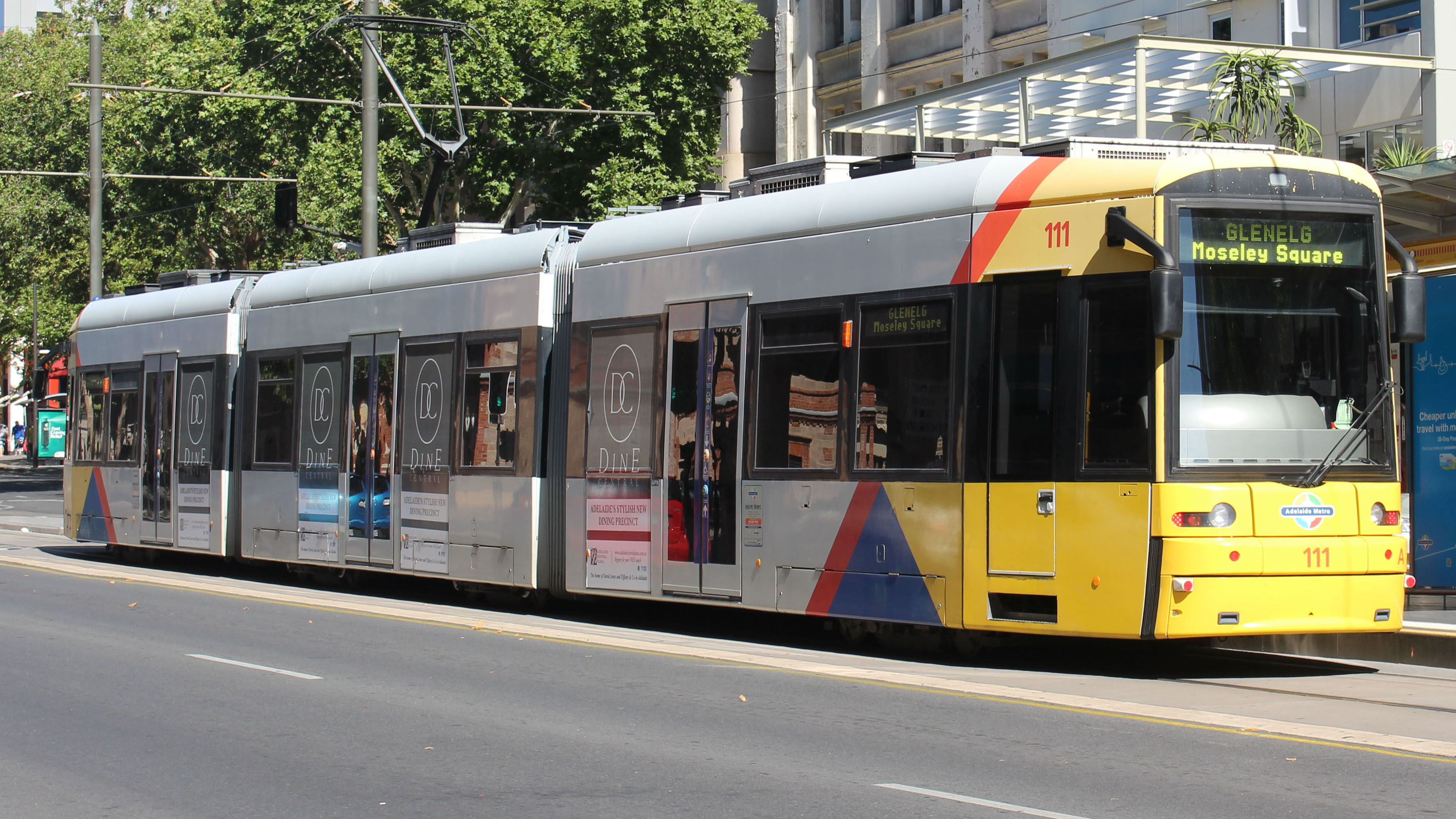
Flexity Tram in Adelaide im Dezember 2014

| 5. Juni 2005 bis 7. August 2005 | Der Verkehr der Straßenbahn wurde vorübergehend eingestellt und ein Schienenersatzverkehr eingerichtet. In einer 9-wöchigen Bauphase wurde ein Großteil der Strecke erneuert und Betonschwellen eingebaut. Die meisten der 21 Haltestellen wurden mit höheren Bahnsteigen ausgestattet, um einen ebenerdigen Einstieg in die neuen Niederflurbahnen zu ermöglichen. Die Oberleitung wurde umgebaut und einige kleinere Veränderungen wurden an den Bahnen der Baureihe H sowie dem Betriebshof Glengowrie vorgenommen. Als am 8. August 2005 der Straßenbahnverkehr wieder aufgenommen wurde, wurden die Fahrten weiterhin mit dem Typ H durchgeführt, da noch keine Flexity-Bahn geliefert war. |
| September 2005                  | Die Endstelle am Moseley Square in Glenelg wurde im Rahmen einer völligen Umgestaltung des Platzes umgestaltet. |
| 22. November 2005               | Die erste neue Flexity-Bahn (101) kam im Betriebshof Glengowrie an. |
| 9. Januar 2006                  | Nach einer Phase der Inbetriebsetzung und Personalschulung gingen die die ersten beiden Flexity-Bahnen (101 und 102) in den Fahrgastbetrieb. |

### 2007: Erweiterung zur City West

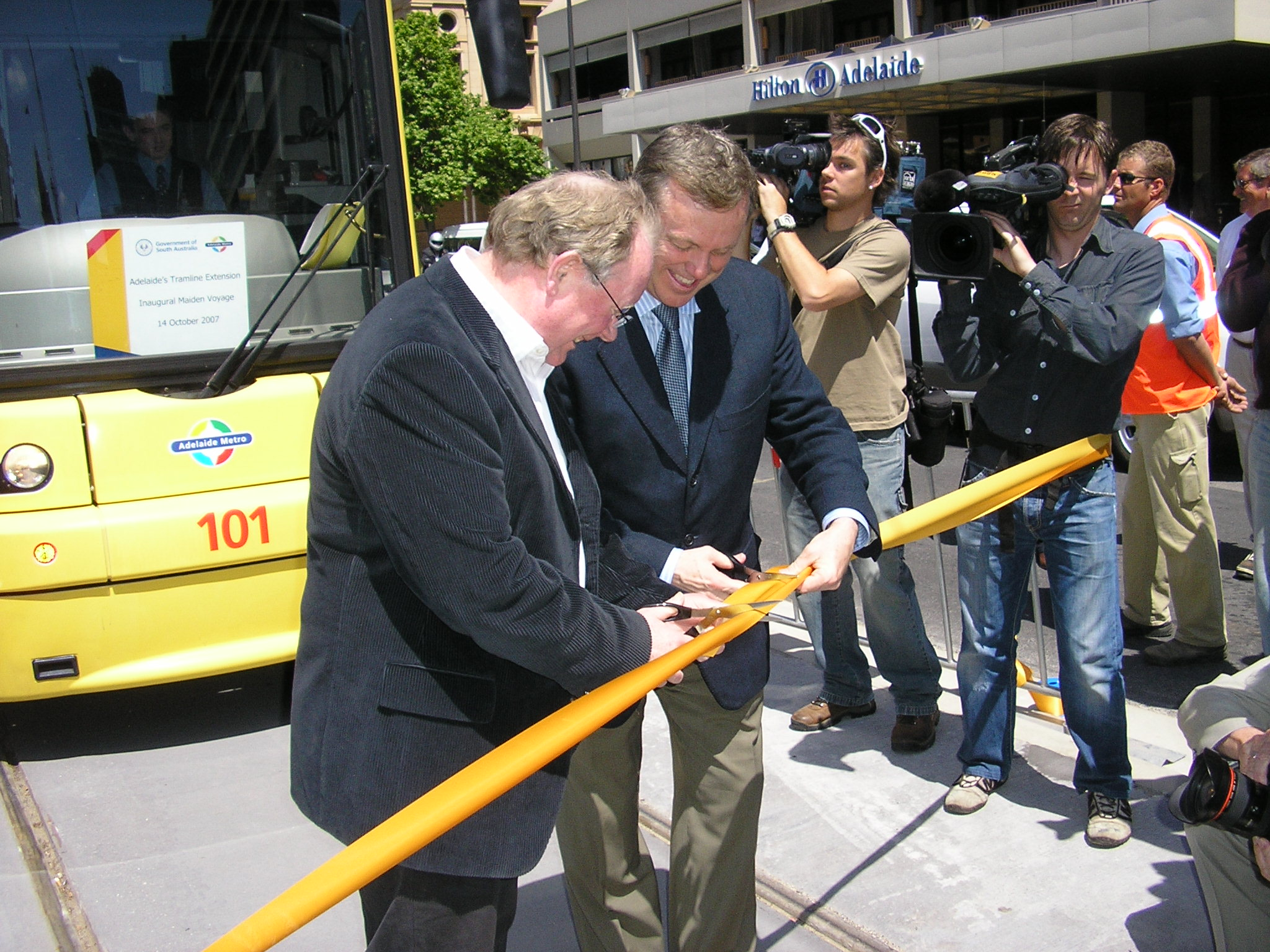
Premierminister Mike Rann (rechts) und Verkehrsminister Patrick Conlon (links) eröffnen die Straßenbahnverlängerung am 14. Oktober 2007

| 6. April 2005      | Die Regierung von Süd-Australien kündigt eine 1,2 Kilometer lange Verlängerung vom Victoria Square längs der King William Street zum Bahnhof Adelaide an. |
| 18. Mai 2005       | Die Regierung kündigt eine Machbarkeitsstudie zur Verlängerung der Strecke über das Cricket-Stadion Adelaide Oval zum Bezirk North Adelaide an. |
| Februar 2007       | Vorbereitende Arbeiten auf der Verlängerung Victoria Square - UNI West beginnen. |
| 6. April 2007      | Entlang der North Terrace beginnt das Verlegen der Gleise. |
| 6. August 2007     | Die neue Haltestelle Victoria Square auf der Westseite des Platzes als Ersatz für die frühere Haltestelle in der Platzmitte wird in Betrieb genommen. |
| 2. September 2007  | Erste Testfahrten auf der Verlängerung. Flexity 104 und H class 351 and 367 werden eingesetzt. 104 lief ohne Probleme, aber 351 und 367 touchierten den Mittelstreifen in der Kurve von der King William Street zur North Terrace. |
| 6. September 2007  | H class 351 und 367 machten eine weitere Testfahrt auf der Erweiterung. Der Mittelstreifen an der Ecke North Terrace wurde vorher umgebaut und es traten keine weiteren Probleme auf. |
| 25. September 2007 | H class 351 und 367 testeten die neuen Signalanlagen auf der Verlängerung. Dazu wurden zwei Fahrten durchgeführt. |
| 29. September 2007 | Erste Schulungsfahrten bei Tageslicht fanden statt, dabei wurde Flexity 106 genutzt. |
| 14. Oktober 2007   | Die Straßenbahn-Verlängerung öffnete für die Öffentlichkeit. Ein vorübergehender Pendelverkehr zwischen Victoria Square und City West wurde eingerichtet, während zwischen Victoria Square und Glenelg der Betrieb nach Fahrplan durchgeführt wurde. Wagen 101 und 102 gemeinsam mit H class 351 und 367 führten die Eröffnungsfahrt durch. 351 und 367 kehrten nach der Eröffnungsfahrt zum Betriebshof Glengowrie zurück. |
| 15. Oktober 2007   | Der fahrplanmäßige Betrieb begann mit Kursen zwischen Glenelg und der City West sowie kostenlosem Pendelverkehr zwischen der South terrace und der City West. Es wird immer noch nach diesem Schema gefahren. |

### Brücke über die South Road
Die Überführung über die South Road wurde im Haushalt 2007 angekündigt und sollte in Verbindung mit der Unterführung des Anzac Highway gebaut werden. Die Arbeiten begannen im Juli 2009 und sollten Ende 2009 abgeschlossen sein. Im Dezember 2009 wurde die Brücke für den Straßenbahnverkehr eröffnet, die darunter liegende South Road konnte jedoch erst am 15. März 2010 dem Verkehr übergeben werden.

### 2009–2010: Erweiterung zum Entertainment Centre

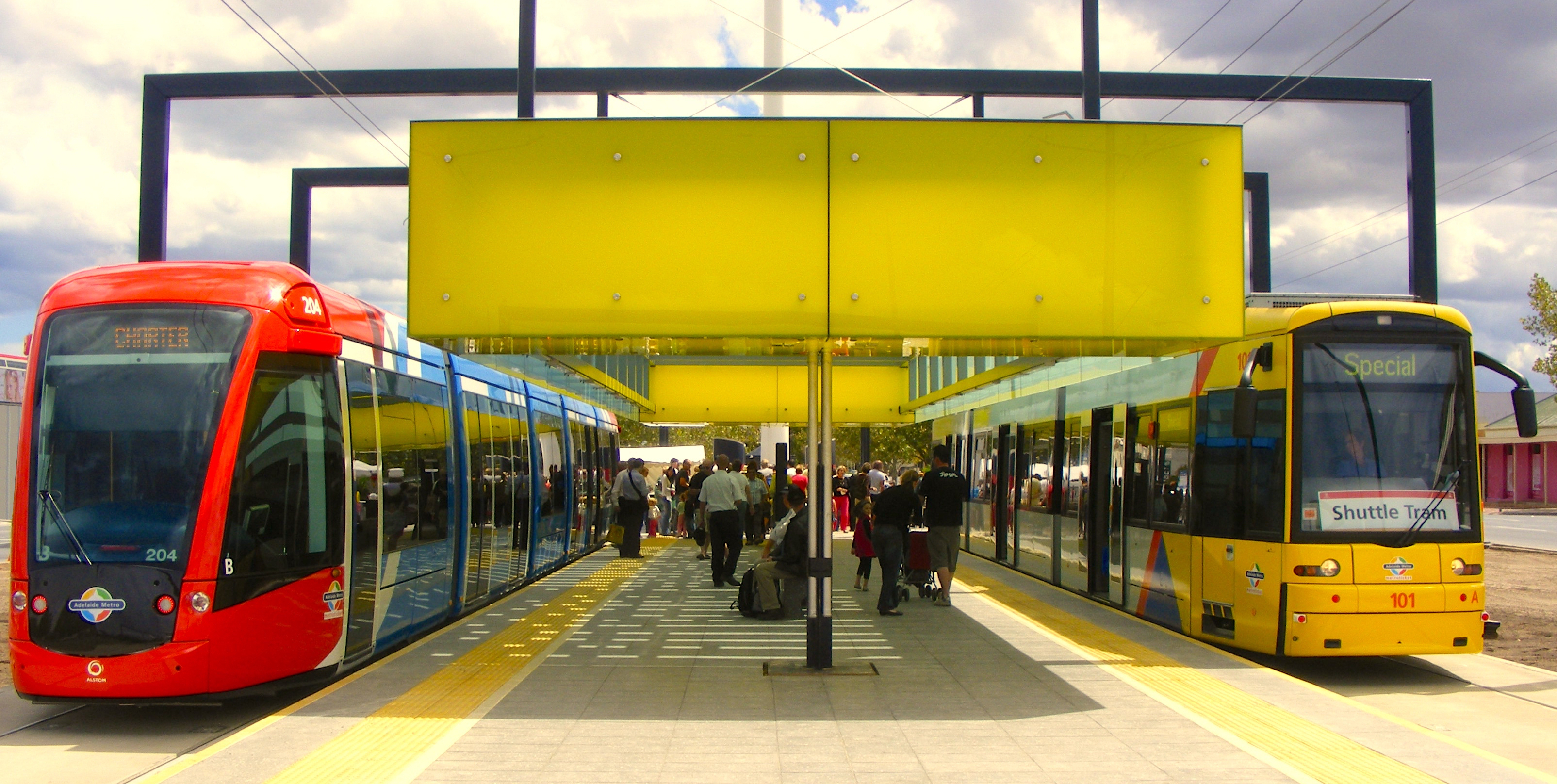
Citadis 302 und Flexity Classic an der Endstelle Entertainment Centre.

| 5. Juni 2008          | Die Verlängerung zum Entertainment Centre wird im Staatshaushalt 2008 angekündigt. Kurz darauf beginnt die Planung. |
| 27. November 2008     | Das Kabinett bewilligt 100 Millionen A$ für die Straßenbahn-Verlängerung zum Entertainment Centre. |
| 11. Mai 2009          | Die Arbeiten auf der Strecke zum Entertainment Centre beginnen. |
| 30. Mai 2009          | Die Arbeiten zum Umbau der Brücke der Port Road über verschiedene Eisenbahnstrecken beginnen. |
| 10. Oktober 2009      | Dauerhafte Rechtsabbiegeverbote in und aus der North Terrace zur Newmarket Street, Gray Street, Liverpool Street und George Street werden eingerichtet, um einen sicheren Baustellenbereich und später einen ungestörten Straßenbahnbetrieb in der Mitte der North Terrace zu ermöglichen. |
| 5. November 2009      | Die ersten Gleisjoche werden im Mittelstreifen der Port Road an der Endstelle Entertainment Centre verlegt. |
| 6.–9. November 2009   | Die Hindmarsh-Brücke der Port Road über den Torrens River wird gesperrt, um für die Straßenbahn umgebaut zu werden. Für den vorübergehend gesperrten Abschnitt der Port Road zwischen Adam Street/Park Terrace and Phillip's Street wird eine Umleitung eingerichtet.                      |
| 20.–23. November 2009 | Der erste große Abschnitt der Gleisverlegung beginnt mit der Verlegung der Gleisjoche am Entertainment Centre |
| 22. Februar 2010      | Die erste Testfahrt mit Wagen 110 verlief ohne Probleme. |
| 15. März 2010         | Die Straßenbahn-Verlängerung zum Entertainment Centre wurde eröffnete. |

### Für 2011–2018 geplante Erweiterungen
| 5. Juni 2008 | Eine weitere Verlängerung der Strecke nach West Lakes/AAMI Stadium (2016), Port Adelaide und Semaphore (2018) wird im Haushalt 2008 angekündigt. |

Im Jahr 2018 wurden schließlich zwei von der Kreuzung North Terrace/King William Road in der Innenstadt ausgehende, relativ kurze Streckenäste in Betrieb genommen – in Richtung Osten mit zwei Zwischenhaltestellen zur Endstelle Botanic Gardens und in Richtung Norden ohne Zwischenhaltestellen zur Endhaltestelle Festival Plaza. Die Streckennetzlänge erreichte damit 16,3 Kilometer. Seitdem gibt es drei Linien, deren Bezeichnungen und Farben an den Fahrzeugen jedoch nicht angezeigt werden:
| Linienbezeichnung | Farbe | Verlauf                                                  | Linienlänge |
| ----------------- | ----- | -------------------------------------------------------- | ----------- |
| GLNELG            | Rot   | Glenelg – Railway Station – Entertainment Centre         | 15 km       |
| BTANIC            | Gelb  | Botanic Gardens – Railway Station – Entertainment Centre | 4,2 km      |
| FESTVL            | Blau  | Glenelg – Festival Plaza                                 | 12 km       |

Die Linie GLNELG, welche keinen der 2018 eröffneten Äste befährt, ist mit dem umfangreichsten Fahrplanangebot und dem größten Fahrgastaufkommen weiterhin die Hauptlinie des Netzes. Die Linie FESTVL hingegen, die als einzige den kurzen Festival-Plaza-Ast befährt, wird nur an Wochenenden zwecks Taktverdichtung nach Glenelg sowie bei Veranstaltungen bedient.

## Probleme
Wegen der zunehmenden Beliebtheit der Straßenbahn auf der Überlandstrecke nach der Verlängerung, wurde die Kapazität der Straßenbahn dramatisch überschritten. Es gab über 100.000 zusätzliche Fahrten in den drei Monaten nach November 2007 verglichen mit dem gleichen Zeitraum des Vorjahres. Dies führte zu einer massiven Überfüllung der Bahnen und viele Fahrgäste mussten in der Hauptverkehrszeit an den Haltestellen zurückbleiben. Es gab vereinzelte Stimmen, die Verlängerung der Straßenbahnstrecke längs der King William Street und der North Terrace sei für eine vermehrte Staubildung im Zentrum Adelaides verantwortlich, aber dafür konnten keinerlei Beweise vorgebracht werden.
Es gab eine geringe Zahl von Entgleisungen, die jüngste geschah am Tag des Melbourne Cup, am 6. November 2007, wobei die Fahrgäste strandeten. Zu verschiedenen Gelegenheiten kam es zu Ausfällen bei einigen Flexity-Bahnen.

## Fahrzeuge

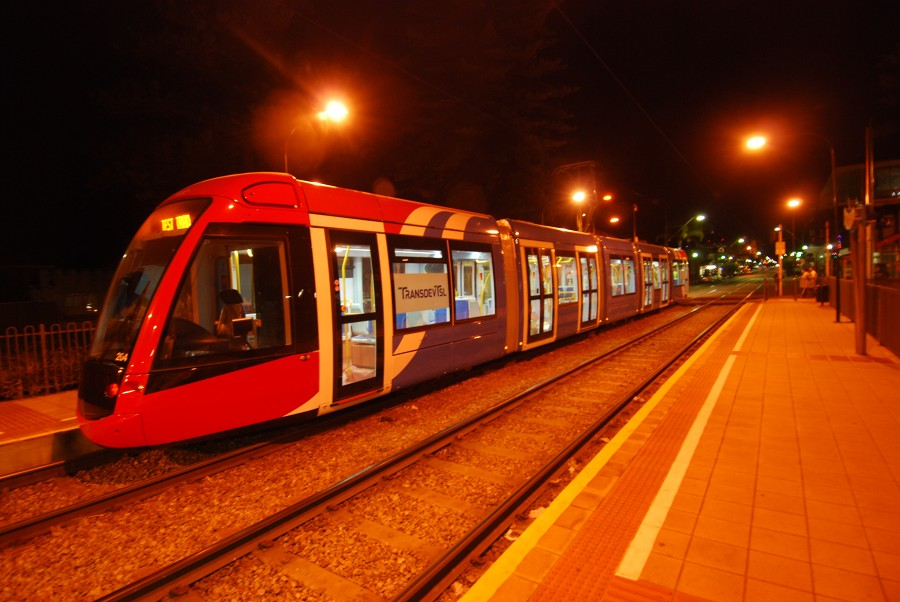
Ehemaliger Madrider Citadis 302 Nr. 167 (nun neu nummeriert als 203 im Adelaider Nummernsystem) absolviert ihre erste Testfahrt in Adelaide am frühen Morgen des 17. November 2009. Der Aufnahmeort ist die Haltestelle Brighton Road, 2 km von der Endstelle Glenelg entfernt. Foto: Bill Drury

Bis zum Januar 2006 ist der gesamte Verkehr der Straßenbahn Adelaide von sehr alten Fahrzeugen der Baureihe H aus dem Jahr 1929 erbracht worden. Diese Bahnen wurden für die Elektrifizierung der Bahnlinie nach Glenelg gebaut und haben viele Gemeinsamkeiten der amerikanischen Interurban-Wagen der gleichen Zeit.
Die Wagen der Baureihe H waren zuletzt die längsten Triebwagen ohne Gelenk, die in Australien in Betrieb waren und die zweitlängsten, die je gebaut wurden. Während der Hauptverkehrszeit wurden sie in Doppeltraktion eingesetzt, und nach dem Ausscheiden der W2-Bahnen aus dem Fahrbetrieb in Melbourne waren sie die ältesten planmäßig eingesetzten Straßenbahnen in Australien. Ursprünglich wurden 30 Wagen des Typs H gebaut mit den Nummern von 351 bis 380.
Ab November 2005 kamen die ersten Flexity Classic als neue, niederflurige Fahrzeugflotte in Australien an, die im Januar 2006 in den planmäßigen Betrieb gingen. Elf 30 Meter lange Gelenktriebwagen, die von Bombardier Transportation in Deutschland gebaut wurden, haben die H-Wagen im täglichen Verkehr abgelöst. Als Teil des Haushalts 2008–2009 kündigte die südaustralische Regierung an, dass vier weitere Flexity Classic für die Verlängerung zum Entertainment Centre bei Bombardier bestellt wurden. Die Wagennummern der ersten elf Fahrzeuge gehen von 101 bis 111. Die zusätzlichen, ab 2011 eingesetzten Wagen sind von 112 bis 115 nummeriert. 
Fünf generalüberholte Fahrzeuge der Baureihe H wurden beibehalten. Sie bedienten einen eingeschränkten "historischen" Fahrplan an Samstagen, Sonntagen und Feiertagen. Zurzeit sind die Wagen nicht in Betrieb, sondern wurden aber in der Erwartung einer Entscheidung über ihre Zukunft im Betriebshof abgestellt. Sie waren mit Sicherheitsmaßnahmen ähnlich den neuen Bahnen ausgerüstet worden, einschließlich Totmanneinrichtung und Magnetschienenbremse. Die erhaltenen H-class Wagen haben die Nummern 351, 367, 370, 374 und 380. Drei der Fahrzeuge werden zurzeit in der Nähe von Tonsley abgestellt.
Im Mai 2009 wurde bekanntgegeben, dass die Regierung sechs fünfteilige Fahrzeuge vom Typ Citadis 302 gekauft hat, die in Frankreich von Alstom hergestellt worden waren. Diese Bahnen waren ursprünglich für die Metro Ligero in der spanischen Hauptstadt Madrid angeschafft worden, wurden dort allerdings doch nicht benötigt. Jeder Wagen kostet 3 Millionen A$. Ab Dezember 2009 sollten sie in Adelaide in Betrieb gehen. Sie trugen in Madrid die Wagennummern 165 bis 170. Sie kamen zunächst nach Melbourne, um in der Werkstatt Preston der Straßenbahn Melbourne umgerüstet zu werden. Die erste Lieferung erreichte Melbourne am 9. September 2009. Die nächsten drei Wagen kamen zwei Monate später am 10. November 2009 in der Werkstatt Preston an. Am folgenden Tag, dem 11. November verließ ein erstes der Fahrzeuge (nun mit Wagennummer 204 im TransAdelaide-Nummernschema, ex Madrid 167) Melbourne zu seiner rund 800 km langen Fahrt nach Adelaide. Gegen 1:00 Uhr am 13. November 2009 kam es im Betriebshof Glengowrie an. Am frühen Dienstagmorgen, dem 17. November 2009 wurde die erste Testfahrt auf dem Abschnitt Betriebshof–Glenelg beobachtet. Der Einsatz der Citadis 302 begann schließlich im Jahr 2010. 2019 kamen noch einmal drei weitere Fahrzeuge hinzu. Sie erhielten die Nummern 207 bis 209. Alle Citadis 302 behielten das in Madrid angewendete Farbschema.
Die Tabelle zeigt die ehemaligen Wagennummern der MetroLigero und die neuen Wagennummern bei TransAdelaide.
| MetroLigero Nummer: | TransAdelaide Nummer:     |
| 165                 | 201                       |
| 166                 | 202                       |
| 167                 | 203 (angeliefert als 204) |
| 168                 | 204 (angeliefert als 203) |
| 169                 | 205                       |
| 170                 | 206                       |

Der Einsatzschwerpunkt der Flexity Classic liegt auf der Strecke nach Glenelg, derjenige der Citadis 302 auf der nur im Zentrum verkehrenden Linie BTANIC. Grundsätzlich können jedoch beide Typen alle Linien bedienen.

## Haltestellen

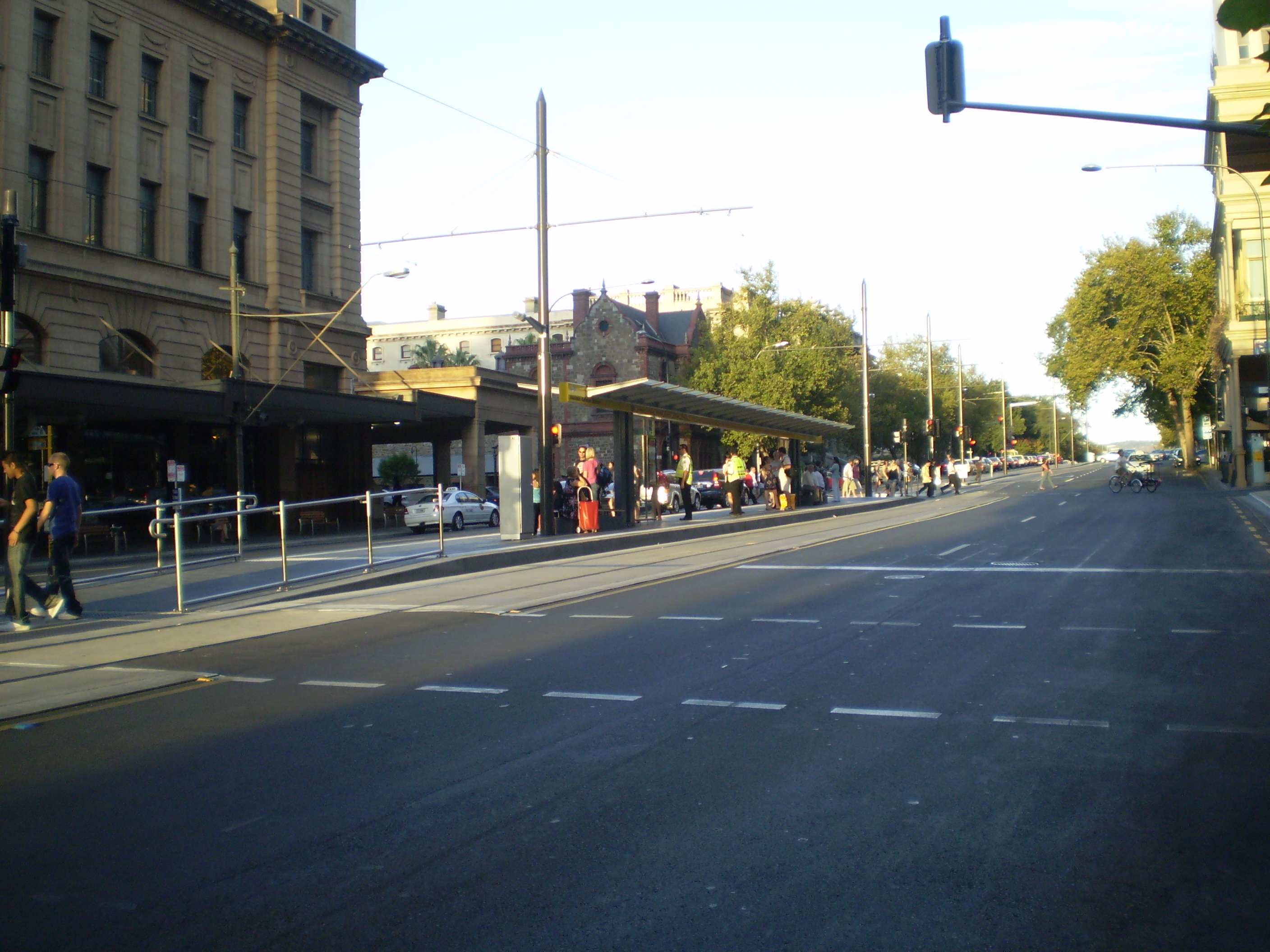
Die Haltestelle Adelaide Bahnhof ist typisch für die Haltestellen der Verlängerung in die City West

| \| \| \| Outer Harbor Bahnlinie \| \| \| \| \| \| \| \| \| \| Verbindung zur Outer Harbor Linie (geplant) \| \| \| \| \| Entertainment Centre \| \| \| \| \| River Torrens \| \| \| \| \| Bonython Park \| \| \| \| \| Thebarton \| \| \| \| \| Überführung Port Road \| \| \| \| \| West Terrace \| \| \| \| 0.0 \| City West \| City West \| \| \| \| Morphett Street \| \| \| \| 0.4 \| City, Bahnhof Adelaide \| City, Bahnhof Adelaide \| \| \| 0.9 \| City, Rundle Mall \| City, Rundle Mall \| \| \| 1.3 \| City, Pirie Street \| City, Pirie Street \| \| \| 1.5 \| City, Victoria Square / Tarndanyangga \| City, Victoria Square / Tarndanyangga \| \| \| 1.9 \| City South \| City South \| \| \| 2.3 \| City, South Terrace \| City, South Terrace \| \| \| \| \| \| \| \| \| Kehrgleis Parklands \| \| \| \| 2.9 \| Greenhill Road \| Greenhill Road \| \| \| 3.8 \| Wayville \| Wayville \| \| \| 4.3 \| Goodwood Road \| Goodwood Road \| \| \| \| Überführung über den Bahnhof Goodwood \| \| \| \| \| Belair- and Noarlunga-Linie \| \| \| \| 5.2 \| Forestville \| Forestville \| \| \| 5.7 \| Black Forest \| Black Forest \| \| \| 6.2 \| South Road \| South Road \| \| \| 6.7 \| Glandore \| Glandore \| \| \| 7.1 \| Beckman Street \| Beckman Street \| \| \| 7.7 \| South Plympton \| South Plympton \| \| \| 8.0 \| Marion Road \| Marion Road \| \| \| 8.9 \| Plympton Park \| Plympton Park \| \| \| 9.5 \| Morphettville Racecourse (Nur bei Pferderennen) \| Morphettville Racecourse (Nur bei Pferderennen) \| \| \| 9.9 \| Morphett Road \| Morphett Road \| \| \| \| Betriebshof Glengowrie \| \| \| \| \| Sturt River \| \| \| \| 10.5 \| Glengowrie \| Glengowrie \| \| \| 11.2 \| Glenelg East \| Glenelg East \| \| \| 11.5 \| Glenelg, Brighton Road \| Glenelg, Brighton Road \| \| \| 11.9 \| Glenelg, Jetty Road \| Glenelg, Jetty Road \| \| \| 12.3 \| Glenelg, Moseley Square \| Glenelg, Moseley Square \| \| \| \| \| \| \| \| \| Gulf Saint Vincent \| \| |      |                                                 |                                                 |
| |      | Outer Harbor Bahnlinie                          |                                                 |
| Strecke von links (außer Betrieb) · Abzweig geradeaus und ehemals nach rechts |      |                                                 |                                                 |
| Grenze mit U-Bahn (Strecke außer Betrieb) |      | Verbindung zur Outer Harbor Linie (geplant)     | Verbindung zur Outer Harbor Linie (geplant)     |
| U-Bahn-Kopfbahnhof Strecke bis hier außer Betrieb |      | Entertainment Centre                            | Entertainment Centre                            |
| U-Bahn-Brücke über Wasserlauf |      | River Torrens                                   | River Torrens                                   |
| U-Bahn-Haltepunkt / Haltestelle |      | Bonython Park                                   | Bonython Park                                   |
| U-Bahn-Haltepunkt / Haltestelle |      | Thebarton                                       | Thebarton                                       |
| Strecke von links · Strecke quer · U-Bahn-Kreuzung mit Eisenbahn geradeaus oben · Abzweig geradeaus und von rechts |      | Überführung Port Road                           | Überführung Port Road                           |
| U-Bahn-Bahnhof · Strecke |      | West Terrace                                    | West Terrace                                    |
| U-Bahn-Bahnhof · Strecke | 0.0  | City West                                       | City West                                       |
| U-Bahn-Strecke mit Straßenbrücke · Strecke mit Straßenbrücke |      | Morphett Street                                 | Morphett Street                                 |
| | 0.4  | City, Bahnhof Adelaide                          | City, Bahnhof Adelaide                          |
| U-Bahn-Bahnhof | 0.9  | City, Rundle Mall                               | City, Rundle Mall                               |
| U-Bahn-Bahnhof | 1.3  | City, Pirie Street                              | City, Pirie Street                              |
| U-Bahn-Bahnhof | 1.5  | City, Victoria Square / Tarndanyangga           | City, Victoria Square / Tarndanyangga           |
| U-Bahn-Haltepunkt / Haltestelle | 1.9  | City South                                      | City South                                      |
| U-Bahn-Haltepunkt / Haltestelle | 2.3  | City, South Terrace                             | City, South Terrace                             |
| U-Bahn-Abzweig geradeaus und nach links · U-Bahn-Strecke von rechts |      |                                                 |                                                 |
| U-Bahn-Strecke |      | Kehrgleis Parklands                             | Kehrgleis Parklands                             |
| U-Bahn-Haltepunkt / Haltestelle | 2.9  | Greenhill Road                                  | Greenhill Road                                  |
| U-Bahn-Haltepunkt / Haltestelle | 3.8  | Wayville                                        | Wayville                                        |
| U-Bahn-Haltepunkt / Haltestelle | 4.3  | Goodwood Road                                   | Goodwood Road                                   |
| Strecke nach links · Bahnhof quer · U-Bahn-Kreuzung mit Eisenbahn geradeaus oben |      | Überführung über den Bahnhof Goodwood           | Überführung über den Bahnhof Goodwood           |
| U-Bahn-Strecke |      | Belair- and Noarlunga-Linie                     | Belair- and Noarlunga-Linie                     |
| U-Bahn-Haltepunkt / Haltestelle | 5.2  | Forestville                                     | Forestville                                     |
| U-Bahn-Haltepunkt / Haltestelle | 5.7  | Black Forest                                    | Black Forest                                    |
| U-Bahn-Haltepunkt / Haltestelle Anfang Hochstrecke und Ende Hochstrecke | 6.2  | South Road                                      | South Road                                      |
| U-Bahn-Haltepunkt / Haltestelle | 6.7  | Glandore                                        | Glandore                                        |
| U-Bahn-Haltepunkt / Haltestelle | 7.1  | Beckman Street                                  | Beckman Street                                  |
| U-Bahn-Haltepunkt / Haltestelle | 7.7  | South Plympton                                  | South Plympton                                  |
| U-Bahn-Haltepunkt / Haltestelle | 8.0  | Marion Road                                     | Marion Road                                     |
| U-Bahn-Haltepunkt / Haltestelle | 8.9  | Plympton Park                                   | Plympton Park                                   |
| ehemaliger U-Bahn-Haltepunkt / Haltestelle | 9.5  | Morphettville Racecourse (Nur bei Pferderennen) | Morphettville Racecourse (Nur bei Pferderennen) |
| U-Bahn-Haltepunkt / Haltestelle | 9.9  | Morphett Road                                   | Morphett Road                                   |
| U-Bahn-Abzweig geradeaus, nach links und von links · U-Bahn-Betriebs-/Güterbahnhof Streckenende und quer |      | Betriebshof Glengowrie                          | Betriebshof Glengowrie                          |
| U-Bahn-Brücke über Wasserlauf |      | Sturt River                                     | Sturt River                                     |
| U-Bahn-Haltepunkt / Haltestelle | 10.5 | Glengowrie                                      | Glengowrie                                      |
| U-Bahn-Haltepunkt / Haltestelle | 11.2 | Glenelg East                                    | Glenelg East                                    |
| U-Bahn-Haltepunkt / Haltestelle | 11.5 | Glenelg, Brighton Road                          | Glenelg, Brighton Road                          |
| U-Bahn-Haltepunkt / Haltestelle | 11.9 | Glenelg, Jetty Road                             | Glenelg, Jetty Road                             |
| U-Bahn-Bahnhof | 12.3 | Glenelg, Moseley Square                         | Glenelg, Moseley Square                         |
| |      |                                                 |                                                 |
| |      | Gulf Saint Vincent                              |                                                 |